# 中川正義
中川 正義（なかがわ まさよし、1961年 - ）は、日本の俳優。山口県出身。
テアトル・エコー、劇団銅鑼、ネオ企画に所属していた。現在は田村円らと共にプロジェクトT・wMの講師を務めている。

## 出演作品

### テレビドラマ
- 刑事貴族2 第15話（1991年8月16日、NTV）
- スーパー戦隊シリーズ（ANB）
  - 鳥人戦隊ジェットマン
    - 第30話「三魔神起つ」（1991年） - 男1
    - 第47話「帝王トランザの栄光」（1992年） - 医師

  - 恐竜戦隊ジュウレンジャー - アナウンサー[2]
    - 第1話「誕生」（1992年）
    - 第14話「小さくなァれ!」（1992年）
    - 第46話「参上! 凶悪戦隊」（1993年）※「中川義正」と誤記
- うたう!大竜宮城 第6話「ウニ」（1992年、CX） - 竜宮城の元住人
- はぐれ刑事純情派 第6シリーズ 第1話「ハワイ女3人卒業旅行東京〜ホノルル、産婦人科女医の犯罪!?」（1993年、ANB）
- 火曜ドラマリーグ（ANB） - 予告編ナレーション
  - お姉さんの朝帰り（1994年）
  - 八神くんの家庭の事情（1994年 - 1995年）
- 重甲ビーファイター 第8話「お願い!! 魔法石」（1995年、ANB） - レポーター
- ウルトラマンティガ 第4話「サ・ヨ・ナ・ラ地球」（1996年、MBS） - 宇宙開発局職員
- はるちゃん2（1998年、CX）
- 土曜ワイド劇場（ANB）
  - はみだし弁護士・巽志郎 第3作「援助交際殺人事件!? 謎を追って美人検事と鹿児島へ!!」（1998年）
  - 法医 歯科学の女 第3作「青いサンゴ礁にナゾの白骨死体!」（1999年）

### 映画
- 春来る鬼（1989年、松竹）
- 妹と油揚（1991年）
- 劇場版 忍者戦隊カクレンジャー（1993年、東映）
- 実録・籠寅三代目 合田幸一 関西二十日会篇（2004年）
- エンジェル（2007年）
- 新スパイガール大作戦 惑星からの侵略者（2008年）
- 生活保護打ち切り隊（2008年）

### 舞台
- OH! MY GOD
- 海光